# زنوبيا (نبات)
```
زَنوبْيا
[
2
]
  
(
الاسم العلمي
: 
Zenobia
)
 وتعرف باسم 
كوب العسل
، 
جنس
 جنبات من 
فصيلة
 
الخلنجية
. 
أنواعه
 ثلاثة تستوطن 
أمريكا الجنوبية
.
[
3
]
[
4
]
[
5
]
```